# Wladimir Nikolajewitsch Artjomow
Wladimir Nikolajewitsch Artjomow (russisch Владимир Николаевич Артёмов; * 7. Dezember 1964 in Wladimir) ist ein ehemaliger sowjetischer Kunstturner. Er gewann vier Goldmedaillen bei Olympischen Spielen und sechs Goldmedaillen bei Weltmeisterschaften.

## Leben
Artjomow galt jahrelang als Spezialist am Barren, der im Zwölfkampf zwar Weltklasseübungen abliefern konnte, aber im Schatten seiner Mannschaftskameraden Juri Koroljow und Dmitri Bilosertschew stand, die von 1981 bis 1987 die Weltmeistertitel im Zwölfkampf gewannen. Bei den Olympischen Spielen 1988 löste er sich aus dieser Rolle und war mit vier Goldmedaillen der erfolgreichste Turner.
Wladimir Artjomow war der Nachfolger von Nikolai Andrianow, dem siebenfachen Olympiasieger im Kunstturnen, der ebenfalls aus der Turnschule von Wladimir stammt. 2006 wurde Wladimir Artjomow in die International Gymnastics Hall of Fame aufgenommen.

## Erfolge
- Olympische Sommerspiele 1988 in Seoul
  - Gold im Zwölfkampf
  - Gold in der Mannschaftswertung
  - Gold am Barren
  - Gold am Reck
  - Silber im Bodenturnen

- Turn-Weltmeisterschaften 1983 in Budapest
  - Silber in der Mannschaftswertung
  - Gold am Barren

- Turn-Weltmeisterschaften 1985 in Montreal
  - Gold in der Mannschaftswertung
  - Silber im Zwölfkampf

- Turn-Weltmeisterschaften 1987 in Rotterdam
  - Gold am Barren
  - Gold in der Mannschaftswertung
  - Silber im Bodenturnen
  - Bronze im Zwölfkampf

- Turn-Weltmeisterschaften 1989 in Stuttgart
  - Gold am Barren
  - Gold in der Mannschaftswertung
  - Silber am Reck
  - Silber im Bodenturnen
  - Bronze im Pferdsprung